# 성보문화재단
성보문화재단은 민족문화사업사회복지사업으로 우리 민족문화 정립을 위하여 1981년 7월 29일 설립된 문화체육관광부 소관의 재단법인이다. 사무실은 서울특별시 관악구 신림11동1707에 있다.

## 주요 업무
- 학술연구비 지급
- 박물관 운영